# San Isidro Lempa
Está ubicado en la zona norte del departamento de  La Libertad, El Salvador. Pertenece al municipio de San Pablo Tacachico.
San Isidro Lempa fue un pueblo muy dedicado al comercio durante la época del los años 70 y 80, debido a que uno de los tres circuitos del ferrocarril salvadoreño lo atravesaba de oriente a poniente y viceversa.

## Historia
Se ha hecho imposible saber con exactitud el nombre de los primeros habitantes de San Isidro Lempa, aunque se dice que a principios del siglo XX ya había una hacienda que era propiedad de unos curas españoles y éstos se la heredaron a don Tomás Medina en la década de 1910. Don Tomás murió poco tiempo después de haber tomado posesión de la Hacienda. 
Al fallecer don Tomás la hacienda quedó en manos de su esposa Tránsito Gómez quien compartió la heredad con su hijo Luis Medina, fruto del matrimonio Medina Gómez
Para el año 1920 ya había varios habitantes los cuales formaron un caserío como colonos de la hacienda, entre ellos estaban Don Cornelio Lemus, doña Ángeles Pleitez y don Ignacio Sola. Las casas de estas personas estaban ubicadas donde actualmente se encuentran la Iglesia Católica y el Centro Escolar San Isidro, en el caserío la Colonia. Había más personas viviendo en el lugar al occidente donde actualmente es el caserío La Estación, ejemplo de ellos era don Segundo Torres, quien vivía en un rancho de paja en el cual tenía una tienda pequeña, convirtiéndose así en el primer comerciante del lugar. La tienda estaba ubicada donde actualmente vive don Balbino Guevara (año 2010)

## División administrativa
Siendo parte del municipio de San Pablo Tacachico como un Cantón, este se subdivide en los caseríos:
1. Caserío San Isidro, comúnmente subdividido en Sector La Colonia y Sector La Estación
2. Caserío Las Pavas
3. Caserío Trinidad del Rosario, también conocido como El Tres
4. Caserío Plan de Amate
5. Caserío Dos Montes
6. Caserío Conacastillo
7. Caserío El Salamar

- Datos: Q6118906